# Moftin
Moftin es una comuna ubicada en el distrito de Satu Mare, Rumania.

## Superficie
Posee una superficie de 129,1 kilómetros cuadrados.

## Demografía
Hasta 2021 la población era de 4222 habitantes, con una densidad de población de 32,70 habitantes por kilómetro cuadrado.